# 14-й авіаційний корпус (Україна)
14-й авіаційний ордена Червоного Прапора корпус (14 АвК, в/ч А3822) — тактичне з'єднання Військово Повітряних Сил України в складі збройних сил України.
Зоною його відповідальності була Волинська, Закарпатська, Івано-Франківська, Львівська, Рівненська, Тернопільська Хмельницька, Житомирська та Чернівецька області.

## Історія
На початку 1992 року  офіцери армії під командуванням генерал-лейтенанта Володимира Антонця склали присягу на вірність українському народові, а 14-та Повітряна армія (в/ч 13709) увійшла до Збройних Сил України у складі її Військово-Повітряних Сил. 
1 вересня 1994 року згідно з наказом Міністерства оборони №115/1/0120 від 02.03.1994 р., 14-та ПА переформована в 14-й авіаційний корпус із залишенням за ним всього історичного спадку, бойових нагород і заслуг.
У 2001 році було розформовано управління 289-ї Нікопольської двох орденів Червоного Прапора авіаційної дивізії (м. Луцьк).
27 липня 2002 року на аеродромі Скнилів Львівської області під час святкування 60-річчя 14-го авіаційного корпусу сталася Скнилівська трагедія. О 12.52 літак Су-27УБ (б/н 42) зі складу 894-го ВАП врізався у натовп глядачів під час авіашоу. Внаслідок трагедії загинули 77 людей 250 постраждали.
2004 року у ході реформування збройних сил України, військово-повітряні сили і війська протиповітряної оборони були об'єднанні у єдиний вид — Повітряні сили України. На фондах 14-го авіаційного корпусу і 28-го корпусу ППО створено Повітряне командування «Захід» (м. Львів).

## Склад
- штаб 14-го авіаційного корпусу (м. Львів)
- 48-й окремий гвардійський розвідувальний авіаційний полк (48 ОГРАП, Коломия)
- 85-й винищувальний авіаційний полк (85 ВАП, Старокостянтинів)
- 243-й окремий змішаний авіаційний полк (243 ВАП, Львів)
- 452-й окремий штурмовий авіаційний полк (452 ОШАП, Чортків)
- 6-та гвардійська винищувальна авіаційна дивізія (6 гвВАД, Івано-Франківськ)
  - 9-й винищувальний авіаційний полк (9 ВАП, Озерне)
  - 114-й винищувальний авіаційний полк (114 ВАП, Івано-Франківськ)
- 289-та бомбардувальна авіаційна дивізія (289 БАД, Луцьк)
  - 806-й бомбардувальний авіаційний полк (806 БАП, Луцьк)
  - 947-й бомбардувальний авіаційний полк (947 БАП, Дубно)

## Командири корпусу
- генерал-лейтенант Ляшенко Віктор Якович (1993–1995 рр.)
- генерал-лейтенант Фурса Леонід Петрович (1995–1998 рр.)
- генерал-лейтенант Онищенко Сергій Іванович  (1998–2002 рр.)
- генерал-майор Синенко Юрій Михайлович (2002–2004 рр.)